# Lacs de Malili
Le système des lacs de Malili dans l'île indonésienne de Sulawesi consiste en cinq lacs tectoniques, situés dans les montagnes à l'est de la ville de Malili, dans la province de Sulawesi central, au nord de la limite avec celle de Sulawesi du Nord, entre 2° 25′ S, 121° 13′ E et 2° 56′ S, 121° 41′ E. Ils se trouvent à une altitude comprise entre 710 et 760 m.
Les lacs sont Mahalona, Masapi, Matano, Towuti et Wawontoa. Towuti est le plus grand lac de Sulawesi avec 48 km de largeur et quelque 59 000 ha de superficie. D'une profondeur de 590 mètres, le lac Matano est le 8e lac le plus profond du monde et a une superficie de 16 500 ha. Les autres lacs font environ 2 500 ha chacun.
Les lacs Malili sont entourés de montagnes calcaires couvertes de forêts protégées. Ils ont pour exutoire la Malili. 